# Zakintos (grad)
Zakintos (grčki: Ζάκυνθος - Zákinthos, zovu da i njegovim talijanskim imenom:  Zante ili Zacinto).  To je grad na zapaduGrčke, sjedište i najveće naselje na otoku i sjedište Prefekture Zakintos.

## Povijest
1185. godine Normani osvajaju Zakintos i od tih vremena prevladava utjecaj zapada na urbani dizajn i arhitekturu.
Nakon Normana, gradom i otokom vlada Mletačka Republika (od XIV do kraja XVIII stoljeća), njihova duga vladavina ostavila je najviše traga na oblikovanje grada. Po uzoru na Trg sv. Marka u Veneciji, i Zakintos ima svoj Trg sv. Marka (Platia Agiou Markou),na zapadnoj strani trga nalazi se katolička crkva.
Mletački utjecaj bio je jak i na kulturni život grada, Zakintos je bio centar Jonske glazbene škola. Nakon turske opsade i zauzimanja grada Candie 1669. godine (današnji grad Heraklion) u Zakintos su došli mnoge kretske izbjeglice.
Zakintos je prvi grčki grad koji je imao glazbenu školu. Pod utjecajem mletačke i kasnije britanske vlasti u XVIII. i XIX. stoljeću u gradu je procvjetala i književnost. Najbolji primjer za to je najpoznatiji sin grada, pjesnik Dionysios Solomos autor grčke himne.
1864. god. bila je kraj britanske vladavine nad gradom, i kraj njihovog protektorata Sjedinjenih Država Jonskih Otoka, tada je Zakintos ušao u sastav Kraljevine Grčke.
Za vrijeme Drugog svjetskog rata, gradonačelnik Zakintosa Loukas Carrer i episkop Krisostomos, odbili su zahtjev nacističkih vlasti koji su vladali otokom od rujna 1943. do listopada 1944. godine, da izruče gotovo 300 židova (umjesto toga oni su ih skrivali). Na zahtjev da im se da popis židova, episkop je dao svega dva imena; svoje i gradonačelnika.
Zakintos se nalazi na trusnom području, i u svojoj povijesti doživio je više potresa. Posljednji veći potres zbio se 12. kolovoza 1953., tad je grad gotovo u potpunosti porušen, nakon toga planuo je veliki požar koji je uništio preostalo.
Obnova grada rađena je u velikoj mjeri na osnovu starih nacrta, time je povijesna jezgra grada očuvala svoj izgled. Ipak današnji Zakintos je mješavina između nove arhitekture i obnovljene regionalne arhitekture.

### Stanovništvo
Broj stanovnika grada Zakintosa od 1811. godine:
- 1811: 14.124
- 1857: 20.000
- 1860: 20.000
- 1863: 18.000
- 1991: 13.000

## Promet
Četiri kilometra od grada kod mjesta Kalamaki, nalazi se međunarodna zrakoplovna luka  Dionysos Solomos, koja ima brojne letove tijekom ljeta.
Pomorska luka Zakintos je poveznica otoka s obližnjim Peloponezom i grčkim kopnom, iz nje prometuju trajekti za Killini na Peloponezu.

## Poznati sugrađani
- Dionysios Solomos, grčki pjesnik, autor grčke himne
- Antonio Cagnoli, talijanski astronom
- Ugo Foscolo, talijanski pjesnik.
- Andreas Kalvos, grčki pjesnik
- Pavlos Carrer, grčki skladatelj
- Gennaios Kolokotronis,) političar, grčki predsjednik vlade 1862.
- Loukas Karreris, grčki političar, gradonačelnik Zakintosa tijekom Drugog svjetskog rata

## Vanjske poveznice
Stranice grada  Arhivirana inačica izvorne stranice od 22. travnja 2009. (Wayback Machine)